# 貝斯特 (德克薩斯州)

貝斯特在德克薩斯州里根縣的位置

貝斯特（英語：Best）是一座位於美國德克萨斯州西部的里根縣西南地區的非建制地區，在由克萊德·拉哥斯代爾所著的小説《大拳頭》中被描述。

## 地理
貝斯特距離里根縣以西的聖安吉洛85英里（137），距離縣治比格萊克10英里（16）。2010年，該鎮共1人口。根據《德克薩斯指南》，貝斯特曾是里根縣四個主要社區的其中之一。貝斯特為堪薩斯縣、墨西哥和東方鐵路提供服務。

## 歷史
比格萊克1923年大約距離德克森以西5英里（8.0）。據悉此鎮以東方鐵路股東湯姆·貝斯特命名，其于1924年在此鎮設立了一座鐵路道岔站。貝斯特建立後人口迅速增長，1925年時人口達到3,500。
此鎮聲譽的迅速發展伴隨著一個瘋狂的名望，如同克萊德·拉哥斯代爾的小説《大拳頭》描述的那樣，有人提出了一個常用的口號，即“此鎮擁有世界上最佳的名稱以及最差的名譽。”
此鎮的人口在1925年之後的1945年下降至300。直至1950年代末期國立油井華高仍在此地營運者一座石油儲層供應店。1990年共25人口，2010年下降至僅1人口。